# Géber Ede
Géber Ede (Körmend, 1840. november 19. – Kolozsvár, 1891. október 1.) orvos, bőrgyógyász, egyetemi tanár.

## Életrajza
Az első zsidó származású egyetemi tanár volt Magyarországon. Teljesen szegény családból származott, Bécsben tanult, a bécsi egyetemen Hebra, Siegmund, Zeissl tanárok kedvenc tanítványa volt. Az Allgemeines Krankenhaus orvosa lett s főként bőrgyógyászattal és vérbajjal foglalkozott. Osztrák ösztöndíjjal beutazta Egyiptomot, Kis-Ázsiát. Hívták Grazba és Innsbruckba egyetemi tanárnak, ő azonban Trefort Ágoston miniszter ajánlatát fogadta el és 1874-ben kolozsvári rendkívüli, majd rendes tanár, 1887-től pedig rektor lett. A bőrbajok európai hírű specialistája volt. Tanulmányai a magyar és német szaksajtóban jelentek meg.